# Enrico di Frisia
Enrico il Grasso (1055 circa – 1101) noto anche come Enrico di Nordheim (o Northeim), fu conte a Rittigau (parte del Liesgau) e a Eichsfeld dal 1083 e margravio di Frisia fino a quando fu assassinato nel 1101. Fu il padre dell'imperatrice Richenza.

## Biografia
Enrico era il figlio maggiore di Ottone di Northeim e Richenza di Svevia, appartenente alla stirpe dei conti di Northeim. Era, per il suo patrimonio di Rittigau ed Eichsfeld, uno dei principi sassoni più influenti della sua epoca. Nel 1086 sposò la vedova Gertrude di Brunswick, cosa che gli permise di unire l'eredità della moglie, appartenente alla dinastia dei Brunonidi e dei conti di Katlenburg, alla sua Länderei di Northeimer. Dai conti di Bilstein, Enrico ereditò parti della valle di Werra, dove divenne l'unico proprietario terriero. Inoltre, era il vogt di Helmarshausen e nel 1093 fondò l'abbazia benedettina di Bursfelde.
Durante le guerre civili sassoni dei primi anni 80 dell'XI secolo, che facevano parte della più ampia lotta per le investiture, Enrico si schierò con suo padre, Ottone, e l'anti-re Ermanno di Salm, al quale era imparentato per matrimonio, contro Enrico IV di Franconia. Nel 1086 lui ed i suoi fratelli, Cuno e Ottone, cambiarono schieramento per sostenere l'imperatore Enrico IV.
La moglie di Enrico, Gertrude, era l'unica sorella di Egberto II, margravio di Meißen, il cui matrimonio rimase senza figli. In base al diritto di eredità, Enrico avrebbe dovuto ricevere le contee di Egberto in Frisia alla morte del margravio nel 1090, sebbene Meißen fosse stata concessa dall'imperatore a un altro Enrico. Queste contee frisone, tuttavia, erano state annesse da Egberto durante la ribellione di quest'ultimo nel 1089 e venivano amministrate da Corrado, vescovo di Utrecht. Quando Corrado fu assassinato nel 1099, l'Imperatore alla fine concesse le contee a Enrico.
Enrico cercò immediatamente di regolare la navigazione della Frisia e ignorò i privilegi concessi alla città di Stavoren. Il clero, sentendosi minacciato da Enrico, si alleò con la classe mercantile e con i cittadini. Sebbene lo avessero ricevuto in termini apparentemente amichevoli, percepì la loro minaccia e cercò di fuggire in barca. La sua nave fu attaccata in mare e affondata ed Enrico fu ucciso, ma sua moglie sfuggì all'assalto. Il giorno della sua morte non è noto con precisione, ma fu sepolto nell'abbazia di Bursfelde il 10 aprile 1101.

## Famiglia e figli
Con sua moglie Gertrude, al suo secondo matrimonio, Enrico ebbe tre figli:
- Ottone III di Northeim, che ereditò il patrimonio paterno;
- Richenza, che ereditò i territori dei Katlenburger e dei Brunonidi. Sposò il futuro imperatore Lotario II, con la quale ebbe una figlia, Gertrude, la quale sposò Enrico X, duca di Baviera, unendo i territori dei Katlenburger e dei Brunonidi alla dinastia dei Welfen;
- Gertrude (1090 circa - prima del 1165), erede di Bentheim e Rheineck. Sposò in prime nozze Sigfrido I di Weimar-Orlamünde e poi Ottone I, conte di Salm.

La vedova di Enrico, Gertrude, si risposò con il già citato Enrico, margravio di Meißen e della marca orientale sassone.

## Ascendenza
|                      |                    |                         | Genitori              |  |  | Nonni |  |  | Bisnonni             |  |  | Trisnonni |  |
|                      |                    |                         |                       |  |  |       |  |  | Sigfrido di Nordheim |  |  | …         |  |
|                      |                    |                         |                       |  |  |       |  |  | Sigfrido di Nordheim |  |  | …         |  |
|                      |                    | …                       |                       |  |  |       |  |  | Sigfrido di Nordheim |  |  |           |  |
| Bernardo di Nordheim |                    |                         |                       |  |  |       |  |  | Sigfrido di Nordheim |  |  |           |  |
|                      |                    | Matilde di Katlenburg   | …                     |  |  |       |  |  |                      |  |  |           |  |
|                      |                    | Matilde di Katlenburg   | …                     |  |  |       |  |  |                      |  |  |           |  |
|                      |                    | Matilde di Katlenburg   | …                     |  |  |       |  |  |                      |  |  |           |  |
| Ottone di Northeim   |                    | Matilde di Katlenburg   |                       |  |  |       |  |  |                      |  |  |           |  |
|                      |                    | …                       | …                     |  |  |       |  |  |                      |  |  |           |  |
|                      |                    | …                       | …                     |  |  |       |  |  |                      |  |  |           |  |
|                      |                    | …                       | …                     |  |  |       |  |  |                      |  |  |           |  |
| Eilika               |                    | …                       |                       |  |  |       |  |  |                      |  |  |           |  |
|                      |                    | …                       | …                     |  |  |       |  |  |                      |  |  |           |  |
|                      |                    | …                       | …                     |  |  |       |  |  |                      |  |  |           |  |
|                      |                    | …                       | …                     |  |  |       |  |  |                      |  |  |           |  |
| Enrico di Frisia     |                    | …                       |                       |  |  |       |  |  |                      |  |  |           |  |
|                      | Azzo di Lotaringia | Ermanno I di Lotaringia |                       |  |  |       |  |  |                      |  |  |           |  |
|                      | Azzo di Lotaringia | Ermanno I di Lotaringia |                       |  |  |       |  |  |                      |  |  |           |  |
|                      | Azzo di Lotaringia | Elvige di Dillingen     |                       |  |  |       |  |  |                      |  |  |           |  |
| Ottone II di Svevia  | Azzo di Lotaringia |                         |                       |  |  |       |  |  |                      |  |  |           |  |
|                      |                    | Matilde di Germania     | Ottone II di Sassonia |  |  |       |  |  |                      |  |  |           |  |
|                      |                    | Matilde di Germania     | Ottone II di Sassonia |  |  |       |  |  |                      |  |  |           |  |
|                      |                    | Matilde di Germania     | Teofano Scleraina     |  |  |       |  |  |                      |  |  |           |  |
| Richenza di Svevia   |                    | Matilde di Germania     |                       |  |  |       |  |  |                      |  |  |           |  |
|                      |                    | Ugo IV di Nordgau       | Ugo II di Nordgau     |  |  |       |  |  |                      |  |  |           |  |
|                      |                    | Ugo IV di Nordgau       | Ugo II di Nordgau     |  |  |       |  |  |                      |  |  |           |  |
|                      |                    | Ugo IV di Nordgau       | …                     |  |  |       |  |  |                      |  |  |           |  |
| Edvige di Nordgau    |                    | Ugo IV di Nordgau       |                       |  |  |       |  |  |                      |  |  |           |  |
|                      |                    | Edvige di Dabo          | Luigi di Dabo         |  |  |       |  |  |                      |  |  |           |  |
|                      |                    | Edvige di Dabo          | Luigi di Dabo         |  |  |       |  |  |                      |  |  |           |  |
|                      |                    | Edvige di Dabo          | Giuditta di Oehningen |  |  |       |  |  |                      |  |  |           |  |
|                      |                    | Edvige di Dabo          |                       |  |  |       |  |  |                      |  |  |           |  |